# 고주내면
고주내면(古州內面)은 과거 경기도 양주목(양주군)의 한 행정구역이었고, 현재 경기도 양주시 양주동에 해당하는 지역으로, 조선 중기인 1466년부터 1914년 3월 31일까지 존속했던 지역이었다. 삼숭리, 고읍리, 광암리, 삽사리, 삼가대리, 광숭리, 덕현, 회만리, 송랑리 등이 소속되어 있었다. 이 지역은 1914년 4월 1일부터 읍내면과 합쳐져서 2000년 9월 30일까지 양주군 주내면이었으며, 2000년 10월 1일에 양주읍으로 승격 후, 2003년 10월 19일 이후로 현재까지 양주동(현 행정동인 양주2동)에 이른다.
참고로 삼숭동 및 고읍동 일대를 17, 18세기 무렵 따로 북고주내면(北古州內面)이라고도 한 적이 있었으며 별도로 호구 조사를 한 기록 문헌도 있다. 각각 1757년( 영조 33년), 1789년(정조 13년)에 간행된 문헌 중 여지도서 및 호구총수에 이 지역이 나타난다. 그러나 북고주내면은 조선 순조 이후에 고주내면과 함께 병합된 것으로 추정되나 병합된 일시는 정확한 문헌의 기록에 나타나지 않아 정확하게 알 수 없다. 최근 학계에서는 병합된 시기가 1825년이라고 얘기하는 한 학자도 있다. 또 이때 현재의 도봉동 일대가 원래는 누원리였다가 상누원리(해등촌면) 및 누원리(둔야면)로 나뉘었다는 설도 있다. 그러나 이 설에 대한 학설의 대립이 있어서 이 시기가 정확하다고 말하기는 어려우며, 상당히 유사한 이름이 된 이 지역의 또 다른 행정구역이었고 현재의 중랑구 남부 일대의 면목동부터 송파구 북부 일대 잠실동, 신천동까지 관할했던 고양주면과는 전혀 관계가 없다. 참고로 광숭이라는 지명은 광사리와 삼숭리를 합친 지명이 아닌, 삼숭동 북쪽 구 광숭리 지역에서 유래한 이름이다.

## 같이 보기
- 의정부시
- 시북면
- 읍내면
- 둔야면
- 시둔면
- 해등촌면
- 별비곡면
- 노해면